# 掩喉類
掩喉類（えんこうるい、Phylactolaemata）とは、外肛動物門 (Bryozoa) に属する動物群である。触手冠を持つ小型の定着性の動物であり、群体を形成することなどでは他のコケムシ類と共通するが、触手の列が円形でなく馬蹄形である点など、様々な点で異なっている。そのため、分類体系の上ではこれを掩喉綱にまとめ、それ以外のコケムシをすべて含む裸喉綱と対置する。また、裸喉類がほぼすべて海産であるのに対して、掩喉類はすべてが淡水産である。

## 外部形態
すべて群体性の動物である。群体は枝分かれした樹枝状が基本と考えられる。枝はやや偏平な管状で、個虫は枝の先端に収まり、伸び出した時はその先端から前半身を見せ、縮むとその全身が見えなくなる。
個虫の先端には触手冠がある。触手冠は、一部には成体になると触手冠がほぼ円形になるものも知られるが、特徴的な馬蹄形である。その腹面側に左右に平行に伸びる枝があって、全体にＵの字型をしており、その縁に沿って触手が並ぶ。このような形は一般のコケムシ類より、ホウキムシ（箒虫動物）に似ている。口はこのＵの字の底の触手列の間にあり、肛門は同じくＵの字の底の、触手列の外側にある。口のそばの腹面側には口上突起という隆起があり、これは裸喉類との区別点ともなっている。この構造は口の前の体節に由来するとの見方もある。また、この構造によって口が隠れることから被口類という名もある。
なお、触手の数や大きさなどは分類上の特徴とされるが、実際には環境によって変化が大きいとも言われている。

## 群体の形
前述のように群体は基本的には樹枝状と見られるが、実際にはさまざまな形のものが見つかる。枝があまり伸びずに密に個虫が集まったものは固まり状、あるいは海綿状となる。このような違いは種の違いにもよるが、同種であっても条件次第で異なった外見となることも知られており、同定を困難にしている。
群体の外側に寒天質を分泌する種もある。特にカンテンコケムシなどでは群体全体が寒天質の固まりに乗るような姿となり、さらにオオマリコケムシでは寒天質そのものが固まり状になって浮遊する。

## 内部構造
体内には広い体腔があり、これは群体の全個体のそれがつながっている。口から始まる消化系は全体としてUの字を描く。口から続く部分は体内で長い袋状の胃盲嚢となり、短く真っすぐな腸を介して肛門に続く。胃盲嚢から体壁には胃緒(いちょ　funiculus)と言われる紐状構造があるが、これは体壁の内側の腹膜につながっている。腹膜は体壁の裏側を覆い、また個虫間の隔壁が不完全なので、群体内の全個体の腹膜がつながっている。卵巣は体前半の体表の下の腹膜に、精巣は隔壁や胃緒などの腹膜に作られる。また、胃緒からは休芽が形成される。

## 生殖と発生
有性生殖では体壁下の体腔内の卵巣で受精が行われ、幼生は体内で発生が進んだ状態で孵化する。孵化した幼生は楕円形で体表に繊毛を持ち、ある程度浮遊した後に基質上に定着するが、浮遊幼生の段階でその体内には二個体以上の個虫が形成されている。そのためこの動物の発生が親の体内で進むのを胎生とすることもある。定着後は出芽によって個虫を増やして群体が成長する。
実際には無性生殖がよく行われる。上記のように群体は個虫の出芽によって成長するが、この群体が断列することでその数を増やすことがよくある。もう一つ重要なのが休芽の存在である。

### 休芽
この類は乾燥や寒冷などの悪条件を休芽(きゅうが statoblast)の形で耐える。この構造はこの仲間に独自のものである。また、種ごとにその形態に違いが大きく、形質としても安定しているため、種の分類などに重視されている。このため、春に浮遊する休芽を集めると、その水域で昨年に生息していたこの類の種組成が分かるとも言う。
休芽は、円形から楕円形等の形の偏平なもので、裏表二枚のキチン質の殻があり、その内部に卵黄のような栄養物と新個体を形成する細胞群が含まれる。一旦は休眠に入るため、乾燥や低温などを経験した後に好適な条件になると、その内部に個虫が形成され、二枚の殻を開くように顔を出し、あらたな群体の元となる。
休芽には浮遊性のものと付着性のものがあり、浮遊性のものでは殻の周辺に空気を含んだ小室が並んでおり、これを浮輪と呼んでいる。付着性のものでは浮輪がなく、それに当たる部分が縁膜を構成し、それによって他物に付着する。中には縁に鉤状の突起を並べるものもあり、付着に役立つと思われる。なお、フレデリケラは付着性、ヒメテンコケムシは浮遊性のもののみを作るが、ハネコケムシ類は二種の休芽を作る。休芽は個虫の体内、胃緒の腹膜から形成されるが、浮遊性のものはその中程で、付着性のものは、それが体壁につく辺りで形成される。
この休芽は水鳥の足などにも付着し、遠くに運ばれることもあるらしい。そのためこの類には広い分布域をもつものが見られる。
これ以外のコケムシ類では一部に冬芽(hibernacula)を形成するものがある。これはやはり耐久性の休眠芽のようなものであるが、その発生も構造も休芽とは異なっている。冬芽は個虫の外側側面に生じ、楕円形をしている。これは一種の個虫の変形によるものと考えられる。

## 生活史
多くのものは冬を休芽で過ごし、春になると発芽して群体を形成する。これが秋まで生存し、冬になると休芽を残して死滅する。ただしヒナコケムシのように秋に発芽して冬に群体を作る例もある。

## 活動
固着性の動物で、触手を伸ばしてえさを取り、刺激を受けると引っ込むだけである。触手を振り動かすこともない。しかし、一部には移動能力を持つものが知られる。特にアユミコケムシは移動能力が高いことで知られ、名前もそれに依っている。と言っても一日に5cm程度である。この種の群体は紐型で、下面が移動しやすい構造になっている。
またヒメテンコケムシやカンテンコケムシの小さな群体もそれほどではないが移動する。これについてはその仕組みは分かっていない。

## 生息環境など
淡水であればさまざまな環境に見られ、渓流から富栄養な止水域まで見られるものがある。水田やため池などの身近な水環境でも見られるものがあるが、近年の環境悪化によって見られない場所も出ている。レッドデータブック・無脊椎動物編(1991)ではアユミコケムシを絶滅危惧種(E)に、カンテンコケムシとヒメテンコケムシを希少種(R)に指定している。
ちなみに、このようにあまり特別な条件を求める訳ではないのに、この類の飼育はあまり簡単でなく、長く飼育することは難しいらしい。このことが環境変異などを調べるのを困難にしており、分類上の問題点の解決を難しくしているようである。
なお、淡水産のコケムシ類としてはチャミドロコケムシなど、裸喉類のものも少数ながら存在するので、淡水産のコケムシがすべてこの類に属するわけではない。また、この類には軟胞子虫のブッデンブロッキアが寄生することが知られ、日本でも報告がある。

## 分布
世界各地から知られる。ヤハズハネコケムシは日本でも普通だが世界的な分布を持つ。アユミコケムシは日本では主に東北地方以北にあり、世界的にはヨーロッパから北米北部と寒冷な環境に広く分布する。他方、カンテンコケムシは日本では関西以南、世界的には台湾からインドネシアに分布する南方系の種である。また、ヒナコケムシのように日本と朝鮮半島だけ、という狭い分布域を持つものもある。
なお、日本ではこのように南方系と北方系の種が入り交じり、世界的にもこの類が豊かな地域である。

## 利害
直接に役に立つものはいない。繊毛粘液摂食者であるから、水質浄化に役に立つかもしれないが、その働きに注目されたことはない。
害をなすものとしては、ヒメテンコケムシが養魚場で害をなすことが知られる。この種の体腔液に毒成分が含まれるので、養魚場内を網でかき回した際に、この動物の群体が壊れ、その結果魚が死ぬことがある。同様の毒素はカンテンコケムシも持っているという。毒の性質等についてはよく分かっていないらしい。
また、カンテンコケムシの群体は大きくなるので、養魚場の網や工場の取水口に発生して水を詰まらせる場合もある。さらに帰化動物のオオマリコケムシは数十cmにもなる群体を作り、同様の被害を与えるほかに、見かけでも気味悪がられる。

## 系統の問題
この類は基本的な体制などにおいては他のコケムシ類との共通性が高いが、他方で馬蹄形の触手冠、個虫間で仕切られていない体腔など、かなり重要な違いと見られるものもある。そのため、これが他のコケムシ類とは別の系統であるとの説がある。それによると、体制の共通性はむしろ触手を持って群体で固着生活をすることによる収斂と見るべきだと言う。発生の様子もこの類が直接発生的なのに対して裸喉類がトロコフォア様の幼生を出す点も大いに異なるが、これは海産動物から派生した淡水産の種には往々に見られることである。触手冠の形態などからホウキムシ類との類縁を主張する説もあり、分子遺伝学からもこれを支持する結果が報告されているらしい。したがって、単系統をなさないにしても、それほど遠縁ではないのかもしれない。

## 分類
現生種は約50種で、すべてを単一の掩喉目にまとめ、その下に数科をおく。体系には若干の揺れがあるようである。日本からは15種ほどが知られる。主なものを下に示す。
暗喉目
- ハネコケムシ科：フレデリケラ Fredericella、ヒナコケムシ Stephanella、ハネコケムシ Plumatella、トウアンコケムシ Gelatinella、ヒアリネラ Hyalinella
- ヒメテンコケムシ科：ヒメテンコケムシ Lophopodella、カンテンコケムシ Asajirella
- アユミコケムシ科：アユミコケムシ Cristatella